# Roaring Springs
Roaring Springs – miasto w Stanach Zjednoczonych, w stanie Teksas, w hrabstwie Motley.